# Classe Andizhan
Le unità della classe Andizhan (progetto 1850 secondo la classificazione russa) erano navi da trasporto di progettazione sovietica, costruite a Rostock, nell'allora Germania Est. Entrate in servizio tra il 1958 ed il 1960, alcuni esemplari furono utilizzati anche per scopi militari.

## Tecnica e servizio
Le Andizhan furono costruite in una cinquantina di esemplari, che prestarono quasi tutti servizio nella marina mercantile sovietica. Caratterizzate per la presenza di due gru leggere, avevano le sovrastrutture poste al centro della nave. Tuttavia, tre furono utilizzati anche per l'addestramento degli equipaggi della marina civile, ed altrettanti (Onda, Poset e Yemetsk) vennero impiegati come trasporti militari. Oggi ne rimane in servizio solo una, la Onda .
Inoltre, altri tre esemplari furono completati come navi oceanografiche, e ricevettero il nome di classe Polyus.

## Le Andizhan modificate
Due esemplari furono modificati nei primi anni settanta per svolgere compiti di trasporto missili. Questi erano:
- Venta (ex Lakhta)
- Vilyuy (ex Posyet)

Le capacità di carico erano notevoli: infatti, ogni unità era in grado di trasportare ben 10 SS-N-9 e 20 SA-N-1 o SA-N-3 Goblet. Si differenziavano dagli esemplari “di serie” per la presenza di un albero al posto della gru di poppa, con una piazzola per elicotteri sistemata alla fine della nave. La gru di prua era invece di dimensioni maggiori.